# K. Todd Freeman
Pour les articles homonymes, voir Freeman.
K. Todd Freeman, né le 9 juillet 1965 à Houston, est un acteur américain.

## Biographie
Kenneth Todd Freeman est sorti diplômé en art dramatique de l'université de Caroline du Nord en 1987.
Au cinéma, il est notamment apparu dans des seconds rôles dans les films Tueurs à gages, The End of Violence, L'Œuvre de Dieu, la part du Diable, The Dark Knight : Le Chevalier noir et Ninja Turtles. À la télévision, il a joué des rôles récurrents dans les séries New York Police Blues et Buffy contre les vampires.
Mais c'est surtout en tant qu'acteur de théâtre qu'il est connu. Il est membre de la compagnie de théâtre Steppenwolf de Chicago depuis 1993 et a joué dans plusieurs pièces à Broadway. Il a été nommé pour le Tony Award du meilleur acteur dans une pièce en 1993 pour son rôle dans The Song of Jacob Zulu et pour le Tony Award du meilleur acteur dans un second rôle dans une pièce en 2015 pour son rôle dans Airline Highway. Il a remporté pour ce même rôle le Drama Desk Award du meilleur acteur dans un second rôle dans une pièce.

## Filmographie

### Cinéma
- 1991 : Grand Canyon : Wipe
- 1996 : L'Effaceur : Duton
- 1997 : Tueurs à gages : Kenneth McCullers
- 1997 : The End of Violence : Six O One
- 1999 : L'Œuvre de Dieu, la part du Diable : Muddy
- 2008 : The Dark Knight : Le Chevalier noir : Polk
- 2014 : Ninja Turtles de Jonathan Liebesman : Baxter Stockman
- 2015 : Anesthesia de Tim Blake Nelson : Joe

### Télévision
- 1991 : Campus Show (série télévisée, saison 4 épisode 22) : Novian Winters
- 1995-1997 : New York Police Blues (série télévisée, 3 épisodes) : Arthur Cartwell
- 1996 : Les Sœurs Reed (série télévisée, saison 6 épisodes 12 et 15) : Chardonnay / Larry
- 1998 : Les Anges du bonheur (série télévisée, saison 4 épisode 15) : Vinegar
- 1998-1999 : Buffy contre les vampires (série télévisée, 5 épisodes) : Mister Trick
- 2011 : A Gifted Man (série télévisée, saison 1 épisode 7) : Dale Woodrow
- 2014 : Believe (série télévisée, saison 1 épisode 8) : Gary Wise
- 2014 : Elementary (série télévisée, saison 3 épisode 6) : Raphael
- 2015 : New York, unité spéciale (série télévisée, saison 17 épisode 5) : Mr Reynolds
- 2017-2019 : Les Désastreuses Aventures des orphelins Baudelaire (série télévisée) : Arthur Poe
- 2019 : The Blacklist (série télévisée, saison 6 épisode 14) : Hobbs